# 1252
Високе Середньовіччя •  Золота доба ісламу •  Реконкіста •  Хрестові походи •  Монгольська імперія

## Геополітична ситуація
На території колишньої Візантійської імперії існує кілька держав, зокрема Латинська імперія, Нікейська імперія та Трапезундська імперія. У Священній Римській імперії почався період міжцарства (до 1273). У Франції править Людовик IX (до 1270).
Апеннінський півострів розділений: північ належить Священній Римській імперії, середню частину займає Папська область, більша частина півдня належить Сицилійському королівству. Деякі міста півночі: Венеція, Піза, Генуя тощо, мають статус міст-республік.
Майже весь Піренейський півострів займають християнські Кастилія, Леон (Астурія, Галісія), Наварра, Арагонське королівство (Арагон, Барселона) та Португалія, під владою маврів залишилися тільки землі на самому півдні. Генріх III є королем Англії (до 1272), а королем Данії — Хрістофер I (до 1259).
Ярлик від Золотої Орди на княжіння у Володимирі-на-Клязьмі має Олександр Невський. Данило Романович править у Галичі. На чолі королівства Угорщина стоїть Бела IV (до 1270). У Кракові княжить Болеслав V Сором'язливий (до 1279).
У Єгипті правлять мамлюки, у Сирії — Аюбіди. Невеликі території на Близькому Сході утримують хрестоносці. У Магрибі розпадається держава Альмохадів. Сельджуки, які окупували Малу Азію, опинилися під владою монголів. Монгольська імперія поділена між спадкоємцями Чингісхана. Північний Китай підкорений монголами, на півдні править династія Сун. Делійський султанат є наймогутнішою державою Північної Індії, а на півдні Індії домінує Чола. В Японії триває період Камакура.
Цивілізація мая переживає посткласичний період. Почала зароджуватися цивілізація ацтеків.

## Події
- Олександр Невський отримав в Орді ярлик на Володимиро-Суздальське князівство.
- Пржемисл Отакар II одружився з Маргаритою Бабенберг і отримав Штирію.
- Роман Данилович одружився з Гертрудою Бабенберг і став претендувати на Австрію.
- Антикороль Вільгельм Голландський зібрав у Франкфурті рейхстаг, який позбавив Конрада IV його володінь у Німеччині.
- Буллою Ad extirpanda папа римський Іннокентій IV санкціонував застовування тортур інквізицією.
- Після вбивства Абеля королем Данії став Хрістофер I.
- Альфонс X почав правити в Кастилії та Леоні.
- Викарбувано золотий флорин (Флоренція).
- Від руки вбивці загинув інквізитор Петро з Верони, пізніше канонізований. Його вбивця Каріно з Бальцано згодом розкаявся і став домініканським ченцем.
- Уперше згадуються міста Стокгольм і Клайпеда.
- Тома Аквінський розпочав навчання в Паризькому університеті.
- Почалася робота над Альфонсинськими астрономічними таблицями.
- Монгольський хан Хубілай захопив ванство Далі на заході Китаю.
- Ординський хан Берке прийняв іслам.